# Nomads (motorclub)
De Nomads (voluit: Hells Angels Motorcycle Club (HAMC) Nomads Holland) was een besloten motorfietsclub in het Nederlandse Limburg en chapter van de Hells Angels. De Hells Angels wordt gekwalificeerd als een 1%MC.

## Oprichting
De Nomads werden in de jaren tachtig opgericht. Ze werden in 1987 toegelaten als officieel chapter van de Hells Angels Holland en werden in 1994 ingeschreven bij de Kamer van Koophandel. De club vestigde zich aanvankelijk in de wijk Tuindorp van de Zuid-Limburgse gemeente Heerlen, alwaar een clubhuis gebouwd werd zonder geldige bouwvergunning. Zo ontstond een conflict met de gemeente Heerlen, dat in 1993 escaleerde met het kort voor de aangekondigde ontruiming afbranden van het pand, volgens de politie Limburg Zuid na te zijn aangestoken door leden van de club zelf. Hierna nam de club de naam Nomads (Engels voor "nomaden") aan omdat men niet meer in het bezit was van een vast honk.
Na omzwervingen door de streek werd een nieuw clubhuis gevestigd te Oirsbeek, een dorp op circa 10 km ten zuiden van Sittard-Geleen, in een pand op de hoek Beukenberg/provinciale weg Heerlen-Sittard. Het pand was daarvoor uitgebaat als seksclub. De Nomads stonden bekend als gulle gevers aan goede doelen in het dorp.

## Drie moorden
Op 13 februari 2004 werden de lijken van de voorzitter Paul de Vries (54), Cor Pijnenburg (33) en Serge 'Moon' Wagener (34) doorzeefd met kogels teruggevonden in de Geleenbeek in de buurt van Echt, 20 km ten noorden van Oirsbeek. Bij een latere politie-inval in het clubhuis werden bloedsporen aangetroffen in het clublokaal. Op 11 februari 2004 zouden de drie moorden door veertien clubleden gezamenlijk zijn uitgevoerd. Vervolgens werden de lijken in een die dag gehuurde bestelwagen naar Echt vervoerd en daar in de Geleenbeek gedumpt. Tot slot werd de vergaderruimte volledig ontmanteld, waarna het meubilair werd verbrand. Enkele maanden later werden veertien Nomad-leden gearresteerd op verdenking van moord en/of doodslag na een gezamenlijk genomen besluit.

### Het proces
De processen tegen de Nomads vonden plaats in de extra beveiligde rechtbank in Amsterdam-Osdorp. Op 17 maart 2005 werden de Nomads in eerste aanleg tot zes jaar gevangenisstraf veroordeeld. Tot op heden is nog steeds niet bekend wie de fatale schoten heeft gelost. Na de veroordeling van de daders werd het clubhuis in Oirsbeek gesloten. Tegenwoordig is het pand weer als woonhuis in gebruik.
Samenvatting van de uitspraak van de rechtbank: Drie verdachten komen weer op vrije voeten, de anderen krijgen wel celstraffen opgelegd. De hoogte van de straffen is uitgesproken na motivering van de vonnissen: de rechtbank Amsterdam heeft twaalf Nomads tot zes jaar celstraf veroordeeld voor doodslag op Paul de Vries. Officier van justitie G. Oldenkamp had tegen 14 van de 15 clubleden levenslange gevangenisstraf geëist.
De Hells Angels tekenden tegen de uitspraak hoger beroep aan. Dat leidde uiteindelijk tot de vrijspraak van de drievoudige moord. Voor het hof was het duidelijk dat de drie slachtoffers vermoord waren door clubleden in het clubhuis, maar omdat iedereen zweeg over de gebeurtenis, wist het hof niet wie de trekker had overgehaald. Daarom kwam er geen veroordeling.
Op 19 januari 2006 werd de penningmeester van de Nomads Maikel N. uit Stramproy opgepakt in Weert. Hij kon destijds ontkomen door met hoge snelheid met zijn auto te verdwijnen. Op donderdag 16 maart 2006 werd in Parijs de laatste voortvluchtige Nomad Ruud D. aangehouden.
Op 27 juni 2006 werd een anonieme getuige verhoord die bedreigd werd. De getuige zou verklaren dat de hele club had besloten dat de drie medeleden uit de weg moesten worden geruimd. De getuige verklaarde verder dat de Nomads uit Oirsbeek het doodseskader waren van de Hells Angels genaamd de Filthy Few. Bijna alle leden van de club zouden een Filthy Few-embleem dragen. De president Paul de Vries had zelfs een Filthy Few-embleem met diamanten. De Oirsbeekse club zou ook betrokken zijn geweest bij de viervoudige moord in Hilvarenbeek waar twee Maastrichtse drugshandelaren werden vermoord, alsmede twee toevallige passanten.
Het Openbaar Ministerie(OM) eiste op 11 september 2006 in het hoger beroep tegen de twaalf Nomads 20 jaar celstraf. Justitie eiste 20 jaar gevangenisstraf als het gerechtshof moord bewezen acht. Mocht het hof alleen doodslag bewezen vinden, dan eiste het OM 15 jaar cel.
Op woensdag 14 maart 2007 kwamen twee leden vrij, omdat de rechtbank in Amsterdam schorsing op de voorlopige hechtenis had bevolen. Het ging om de voormalige penningmeester Maikel N. uit Stramproy en Ruud D.
Op dinsdag 29 mei 2007 werd door de rechtbank in Maastricht een verzoek van het OM om de Nomads verboden te verklaren afgewezen. Feitelijk bestond de stichting al niet meer (de leden waren vermoord dan wel gearresteerd), echter omdat de stichting niet op een rechtsgeldige manier was opgeheven bestond ze nog in juridische zin. De moordpartij kon aan de stichting Nomads niet worden toegerekend, meende de rechtbank, omdat het niet om feiten ging die structureel uit naam van de stichting werden gepleegd.
Op 15 juni 2007 werd bekend dat het gerechtshof in Amsterdam alle van moord verdachte leden had vrijgesproken, wegens gebrek aan bewijs. Het hof was van mening dat door het zwijgen van de verdachten niet vast was komen te staan wie had geschoten. Op 28 juni heeft het Openbaar Ministerie tegen dat arrest beroep in cassatie ingesteld. Het OM heeft het beroep in cassatie op 20 januari 2009 ingetrokken, waardoor toen het arrest van het gerechtshof te Amsterdam van 15 juni 2007 onherroepelijk is geworden. 